# Saint-Géry (Lot)
Pour les articles homonymes, voir Saint-Géry.
Saint-Géry est une ancienne commune française, située dans le département du Lot en région Occitanie (en région Midi-Pyrénées avant 2016). Elle a fusionné en 2017 avec Vers pour former la nouvelle commune de Saint Géry-Vers.

## Géographie
Commune de l'aire urbaine de Cahors située dans le Quercy, sur l'ancienne route nationale 662 entre Vers et Saint-Cirq-Lapopie.

### Communes limitrophes
|                        | Cabrerets  |                    |
| Vers (Saint Géry-Vers) | Saint-Géry | Bouziès            |
| Arcambal               | Esclauzels | Saint-Cirq-Lapopie |

### Climat
Saint-Géry se situe entre un climat océanique aquitain dégradé et un climat continental peu marqué.

## Toponymie
Le toponyme Saint-Géry serait basé selon certains sur l'hagiotoponyme chrétien Jòrdi ou Juèri en occitan (Georgius en latin, « Georges » en français).
Selon d'autres, le village doit son nom à Saint Géry (ou Gérif, Géri; Desiderius en latin), Didier, évêque de Cahors et bâtisseur au VIIe siècle.
Pierre Grimal, Quercynois de souche et historien de la Rome antique suppose  que saint Géry possédait une villa à l'emplacement du village.

## Héraldique
| Blason de Saint-Géry | Blason  | D’argent à la bande de gueules accompagnée de six croisettes du même ordonnées en orle, 3 en chef et 3 en pointe. |
| Blason de Saint-Géry | Détails | Le statut officiel du blason reste à déterminer.                                                                  |

## Politique et administration
| Période                                  | Période  | Identité             | Étiquette | Qualité |
| ---------------------------------------- | -------- | -------------------- | --------- | ------- |
| 1802                                     | 1807     | Antoine Milhau       |           |         |
| 1808                                     | 1814     | François Balitrand   |           |         |
| 1814                                     | 1816     | Jean-antoine Lamoure |           |         |
| 1816                                     | 1832     | Antoine Dilhac       |           |         |
| 1832                                     | 1835     | Hugues Dablanc       |           |         |
| 1835                                     | 1840     | Jean-antoine Lamoure |           |         |
| 1840                                     | 1848     | Hugues Dablanc       |           |         |
| 1848                                     | 1870     | Antoine Desplats     |           |         |
| 1870                                     | 1871     | Andissac             |           |         |
| 1871                                     | 1886     | Paul Dilhac          |           |         |
| 1887                                     | 1900     | Raymond Cayla        |           |         |
| 05.1900                                  | 08.1900  | Jean Marrou          |           |         |
| 1900                                     | 1909     | Raymond Cayla        |           |         |
| 1909                                     | 1919     | Edouard Rey          |           |         |
| 1919                                     | 1927     | Louis Bulit          |           |         |
| 1927                                     | 1937     | Jean Rigouste        |           |         |
| 1937                                     | 1947     | Louis Descremps      |           |         |
| 1947                                     | 1953     | Léopold Andissac     |           |         |
| 1953                                     | 1959     | Louis Descremps      |           |         |
| 1959                                     | 1971     | Henri Boissel        |           |         |
| 1971                                     | 1978     | Roger Couderc        |           |         |
| 1978                                     | 1985     | Pierre Descremps     |           |         |
| 1985                                     | 2003     | Michel Dols          |           |         |
| 2003                                     | En cours | Bernard Austruy      |           |         |
| Les données manquantes sont à compléter. |          |                      |           |         |

## Démographie
L'évolution du nombre d'habitants est connue à travers les recensements de la population effectués dans la commune depuis 1793. À partir du 1er janvier 2009, les populations légales des communes sont publiées annuellement dans le cadre d'un recensement qui repose désormais sur une collecte d'information annuelle, concernant successivement tous les territoires communaux au cours d'une période de cinq ans. 
Pour les communes de moins de 10 000 habitants, une enquête de recensement portant sur toute la population est réalisée tous les cinq ans, les populations légales des années intermédiaires étant quant à elles estimées par interpolation ou extrapolation. Pour la commune, le premier recensement exhaustif entrant dans le cadre du nouveau dispositif a été réalisé en 2007,.
En 2014, la commune comptait 442 habitants, en évolution de −4,95 % par rapport à 2009 (Lot : +0,05 %, France hors Mayotte : +2,49 %).
| 1793 | 1800 | 1806 | 1821 | 1831 | 1836 | 1841 | 1846 | 1851 |
| ---- | ---- | ---- | ---- | ---- | ---- | ---- | ---- | ---- |
| 747  | 829  | 834  | 880  | 952  | 919  | 908  | 960  | 900  |

| 1856 | 1861 | 1866 | 1872 | 1876 | 1881 | 1886 | 1891 | 1896 |
| ---- | ---- | ---- | ---- | ---- | ---- | ---- | ---- | ---- |
| 994  | 908  | 881  | 885  | 803  | 839  | 823  | 701  | 668  |

| 1901 | 1906 | 1911 | 1921 | 1926 | 1931 | 1936 | 1946 | 1954 |
| ---- | ---- | ---- | ---- | ---- | ---- | ---- | ---- | ---- |
| 623  | 634  | 570  | 510  | 447  | 436  | 398  | 356  | 356  |

| 1962 | 1968 | 1975 | 1982 | 1990 | 1999 | 2007 | 2012 | 2014 |
| ---- | ---- | ---- | ---- | ---- | ---- | ---- | ---- | ---- |
| 356  | 345  | 317  | 318  | 300  | 349  | 445  | 444  | 442  |

## Économie
La base technique d’entretien et d’hivernage à bateaux de Saint-Géry est géré par la Chambre de commerce et d'industrie du Lot.

## Personnalités liées à la commune
- Famille Jean et René Marty, Gilbert Hecquet dit Gilbert Richard producteur-animateur de télévision -1re et 2e chaîne- a fréquenté l'école communale de Saint-Géry au début de l'occupation (1940-1941). Son père Albert Hecquet y est décédé en 1941.